# Chatenet (plaats)
Chatenet is een gemeente in het Franse departement Charente-Maritime (regio Nouvelle-Aquitaine) en telt 188 inwoners (1999). De plaats maakt deel uit van het arrondissement Jonzac.

## Geografie
De oppervlakte van Chatenet bedraagt 9,8 km², de bevolkingsdichtheid is 19,2 inwoners per km².
De onderstaande kaart toont de ligging van Chatenet (plaats) met de belangrijkste infrastructuur en aangrenzende gemeenten.

## Demografie
Onderstaande figuur toont het verloop van het inwonertal (bron: INSEE-tellingen).